# Kennebec (rzeka)
Kennebec (ang. Kennebec River) – rzeka w Stanach Zjednoczonych, w stanie Maine, na terenie hrabstw Piscataquis, Somerset, Kennebec, Lincoln i Sagadahoc. Długość rzeki wynosi około 240 km, a powierzchnia jej dorzecza – 15 263 km².
Rzeka wypływa z jeziora Moosehead, w jego zachodniej części. W przeważającej części biegu płynie w kierunku południowym. W dolnym biegu jest rzeką pływową, przepływa przez zatokę Merrymeeting, gdzie zasila ją rzeka Androscoggin, i ostatecznie uchodzi do zatoki Maine (Ocean Atlantycki), w pobliżu miast Phippsburg i Georgetown. Główne miasta położone nad rzeką to Bath, Gardiner, Augusta, Waterville i Skowhegan.
W latach 1604–1605 rzekę badał podróżnik Samuel de Champlain. W 1607 roku nad jej ujściem założony został Fort St. George – pierwsza angielska osada na terenie współczesnego stanu Maine (opuszczona rok później).
Rzeka wykorzystywana jest do produkcji energii – wzniesionych zostało na niej kilka zapór wodnych. Położona w dolnym odcinku rzeki zapora Edwards z 1837 roku wyburzona została w 1999 roku ze względu na negatywny wpływ na środowisko.